# 青い森鉄道線
青い森鉄道線（あおいもりてつどうせん）は、青森県三戸郡三戸町の目時駅から青森市の青森駅までを結ぶ鉄道路線である。青森県が第三種鉄道事業者として施設を保有し、青い森鉄道が第二種鉄道事業者として旅客運送を、日本貨物鉄道（JR貨物）が同じく第二種鉄道事業者として貨物運送を行っている。

## 概要
元は東日本旅客鉄道（JR東日本）東北本線の一部で、青森県内の区間にあたる。2002年（平成14年）12月1日の東北新幹線盛岡駅 - 八戸駅間開業の際に並行在来線として経営分離されたもので、さらに2010年（平成22年）12月4日の東北新幹線八戸駅 - 新青森駅間延伸の際には、八戸駅 - 青森駅間も経営分離された。なお、岩手県内はIGRいわて銀河鉄道が継承した。
目時駅 - 青森駅間全線開業後の営業キロは121.9 kmであり、これは営業中の第三セクター鉄道の延長としては、三陸鉄道リアス線 (163.0 km) に次ぐ日本第2位である。
保線・保守は当初、八戸臨海鉄道に委託されていたが、八戸駅 - 青森駅間の譲渡以降は青い森鉄道が行っている。

### 路線データ
- 管轄（事業種別）：青い森鉄道（第二種鉄道事業者）・日本貨物鉄道（第二種鉄道事業者）・青森県（第三種鉄道事業者）
- 区間（営業キロ）：目時駅 - 青森駅間 (121.9 km)
キロポストは東北本線の頃のもの（東京駅起点）がそのまま使用され、線内各踏切に書かれているキロ数表示も東北本線時代のまま東京からの通算表示となっている（踏切番号標識は油島駅起点=JR東日本盛岡支社管内からの連番）。
- 軌間：1,067 mm（狭軌）
- 駅数：28駅（起終点駅含む）
- 複線区間：目時駅 - 青森信号場間
- 単線区間：青森信号場 - 青森駅間
- 電化区間：全線（交流20,000 V 50 Hz・架空電車線方式）
- 閉塞方式：複線自動閉塞式（CTC・PRC付帯）
- 運転指令所：青い森鉄道CTCセンター
  - 運転取扱駅（駅が信号を制御、運行を管理）：八戸駅
  - 準運転取扱駅（入換時のみ駅で信号扱い）：野辺地駅、東青森駅（JR貨物）、青森信号場（JR貨物）

2002年12月1日から2010年7月2日まではIGRいわて銀河鉄道「ぎんが指令」（目時駅 - 八戸駅間）・JR東日本盛岡総合指令室（八戸駅 - 青森駅間）、2010年7月3日から同年12月3日まではJR東日本盛岡指令青森分室の担当だった。
- 最高速度：110 km/h[1]
- IC乗車カード対応区間：なし[2]

IGRいわて銀河鉄道と青森県の資産上の境界は目時駅南側の県境分界点である。

## 運行形態

### 地域輸送
基本的に八戸駅で運行系統が分割されており、八戸駅をまたがって運転される定期旅客列車は、2023年3月18日改正時点では平日朝の三戸発青森行き下り1本のみとなっている（土休日は八戸始発）となっている。

#### 目時駅 - 八戸駅間
いわて銀河鉄道線と直通運転を行う盛岡駅 - 八戸駅間の列車のほか、小鳥谷駅・三戸駅 - 八戸駅間の区間列車が運転されている。いわて銀河鉄道線との分界駅である目時駅を始発・終着とする列車はない。2015年3月13日までは八戸発6時台の盛岡行きは快速運転を行っていた（青い森鉄道線内は各駅に停車）。全列車でワンマン運転が行われている。
朝に三戸発の列車2本が八戸駅から八戸線の鮫駅まで乗り入れていたが、2018年3月17日のダイヤ改正で八戸線への直通運転が廃止された。これらの八戸線直通列車はJR東日本所属の気動車で運転され、JR東日本の運転士と車掌が乗務していた。

#### 八戸駅 - 青森駅間
八戸駅 - 青森駅間延伸開業時に特急列車が廃止されたため、青森駅の始発と八戸駅の終電は繰り下げ・繰り上げられたが、普通列車の時刻としてはJR時代と大きくは変わらない。
八戸駅 - 青森駅間は1時間に1本程度の運行である。青い森鉄道線内完結の快速列車も設定されていたが、2018年3月17日のダイヤ改正で廃止された。
浅虫温泉駅 - 青森駅間は、通勤・通学の需要が多いため、朝夕を中心にこの区間内での折り返し列車も設定されている。
三沢発八戸行きが平日のみ上り1本運行されているが、2023年3月17日までこの列車は八戸到着後そのまま列車番号を変更して盛岡行きとして運行されていた。なお、当初は毎日運転していたが、2015年3月14日のダイヤ改正で土曜・日曜運休となり（八戸以南は毎日運転）、さらに2016年3月26日のダイヤ改正では、祝日も運休となった。2023年3月18日のダイヤ改正で八戸発盛岡行きの列車と分離され乗り換えが必要になった。
大湊線との直通列車として快速「しもきた」がJR時代に引き続き設定されており、当路線内でも通過運転が行われている。2023年3月18日改正時点では、定期列車として八戸駅 - 大湊駅間で1日3往復設定されている。かつては青森駅発着の列車もあったが、2021年3月13日改正で廃止された。また土休日を中心に、臨時列車としてHB-E300系による全車指定席の快速「リゾートあすなろ下北」が設定されていたが、2023年8月20日を最後に運転を終了した。
八戸駅 - 青森駅間延伸開業以降、青森駅から奥羽本線の新青森駅まで直通運転する列車が設定されていたが、2017年3月4日のダイヤ改正で廃止されている。
青い森701系・青い森703系によって運転される列車は、すべて2両ワンマン運転が行われる。大湊線直通の快速「しもきた」もワンマン運転が行われる。
JR時代には、朝の通勤・通学時間帯に4両編成で運行されていたが、青い森鉄道移管後は2両編成によるワンマン運転での運行となったため、慢性的な混雑が生じていた。これを解消するため、青森市内の筒井駅 - 野内駅間の無人駅では、朝と夕方のラッシュ時と学生のテスト期間の一部列車は、すべてのドアが開き、浅虫温泉駅社員もしくは青森駅所属のアテンダントが配置され、集札業務を行っている。また、同様に陸奥市川駅も係員が配置され、朝の一部列車のみ集札業務を行う。
浅虫花火大会や青森ねぶた祭り、三沢航空祭等のイベント開催日には臨時列車が運行され、途中停車駅を三沢駅と野辺地駅に絞った特別快速として運行することがある（2024年10月20日の筒井発八戸行き臨時特別快速「館鼻岸壁朝市リレー号」は浅虫温泉駅まで各駅に停車、同駅から八戸駅まで三沢駅のみ停車で運行された）。
また、車中で酒食を味わえる「酒のあで雪見列車」（三沢駅 - 青森駅）のような観光客向け臨時列車が運行されることもある。

### 広域輸送
青い森鉄道への転換前と同様、青函トンネルを経由して本州と北海道を結ぶ物流の幹線ルートの一部であり、多数の貨物列車が運転される。
旅客列車では、上野駅 - 札幌駅間の寝台特急「北斗星」が札幌駅発2015年8月22日（定期列車としては2015年3月13日）まで、「カシオペア」が札幌駅発2016年3月20日まで通過していたが、当線内に停車駅はなかった。なお、特急列車で通過する場合には運賃のほかに特急料金760円が必要だった。

## 利用状況

### 輸送実績
青い森鉄道線の近年の輸送実績を下表に記す。
| 年度別輸送実績     | 年度別輸送実績                  | 年度別輸送実績                  | 年度別輸送実績                  | 年度別輸送実績                  | 年度別輸送実績  | 年度別輸送実績 |
| 年 度              | 輸送実績（乗車人員）：万人/年度 | 輸送実績（乗車人員）：万人/年度 | 輸送実績（乗車人員）：万人/年度 | 輸送実績（乗車人員）：万人/年度 | 輸送密度 人/1日 | 特記事項       |
| ------------------ | ------------------------------- | ------------------------------- | ------------------------------- | ------------------------------- | --------------- | -------------- |
| 年 度              | 通勤定期                        | 通学定期                        | 定期外                          | 合計                            | 輸送密度 人/1日 | 特記事項       |
| 2012年（平成24年） | 65.9                            | 186.7                           | 166.4                           | 419.1                           | 2,222           |                |
| 2013年（平成25年） | 68.0                            | 184.4                           | 166.4                           | 418.8                           | 2,382           |                |
| 2014年（平成26年） | 74.9                            | 193.1                           | 168.9                           | 436.9                           | 2,430           |                |
| 2015年（平成27年） | 76.7                            | 196.6                           | 166.4                           | 439.7                           | 2,375           |                |
| 2016年（平成28年） | 80.5                            | 196.9                           | 162.0                           | 439.4                           | 2,277           |                |
| 2017年（平成29年） | 83.6                            | 213.5                           | 158.9                           | 456.0                           | 2,341           |                |
| 2018年（平成30年） | 89.7                            | 201.4                           | 160.9                           | 452.0                           | 2,304           |                |
| 2019年（令和元年） | 91.1                            | 195.7                           | 153.5                           | 440.3                           | 2,239           |                |
| 2020年（令和2年）  | 81.6                            | 180.4                           | 81.8                            | 343.8                           | 1,616           |                |

鉄道統計年報運輸成績表（国土交通省）より抜粋。
開業当時は赤字が予想されていたが、青森県と協力して利用者増加や収支改善に努めたことで、コロナ禍以前は青森県に支払う線路使用料を満額支払った上で黒字を達成している。
特に近年、駅数の多い青森市内区間を中心に、利用者が順調に増加している。2011年度、6,794人だった青森市内各駅の合計1日平均乗降客数は、2017年度には11,654人へと、約72％増加した。これは、需要に即した増便や駅の新設・移設、駅近くへの県立高校の移転などを青森県と連携して行った結果であり、全国的に利用者減少に悩む路線が多い中でその経営手腕が注目されている。今後も、青森駅と筒井駅間にある青森操車場跡地の青い森セントラルパークには、新駅（2025年頃開業予定、予想1日平均乗車人員1,392人）及びアリーナ（2024年度完成予定）の設置が計画されており、更なる利用増加が期待されている。

## 使用車両
定期旅客列車や貨物列車に使用される（された）車両を示す。

### 現用車両

#### 旅客列車
- 青い森701系電車 - 青い森鉄道所属
  - 全線で運用されるほか、いわて銀河鉄道線の盛岡駅まで乗り入れる列車でも運用される。かつては奥羽本線の新青森駅まで乗り入れる運用があったが、2017年3月4日のダイヤ改正をもって廃止された。
- 青い森703系電車 - 青い森鉄道所属
  - 三戸駅 - 青森駅間で運用される。
- IGR7000系電車 - IGRいわて銀河鉄道所属
  - 目時駅 - 八戸駅間で運用される。かつては八戸駅 - 三沢駅間での定期運用も存在した。
- キハ100系気動車 - JR東日本八戸運輸区所属
  - 大湊線に直通する快速「しもきた」として八戸駅 - 野辺地駅間で運用される。かつては青森駅発着の列車も存在した。

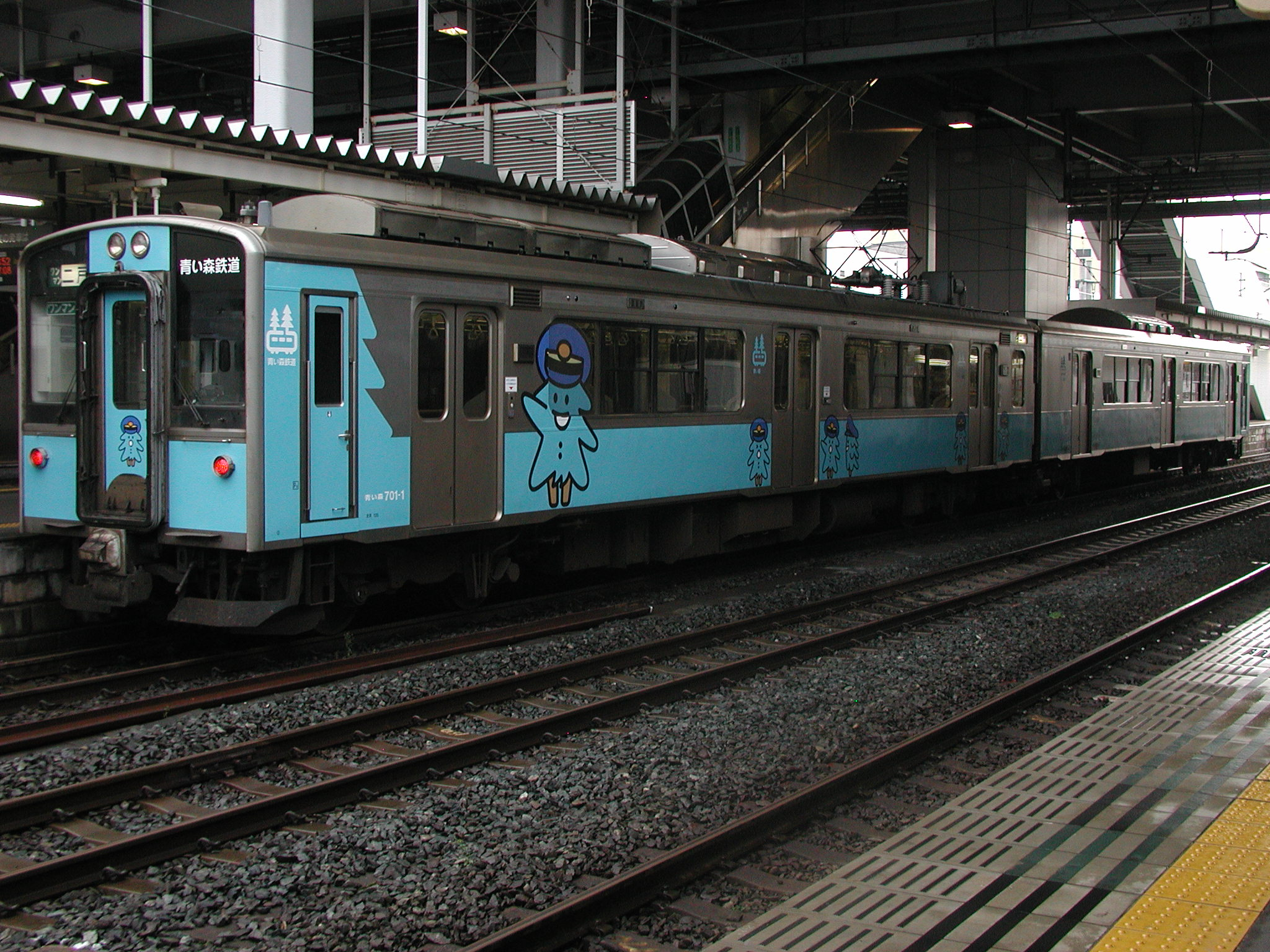
青い森701系
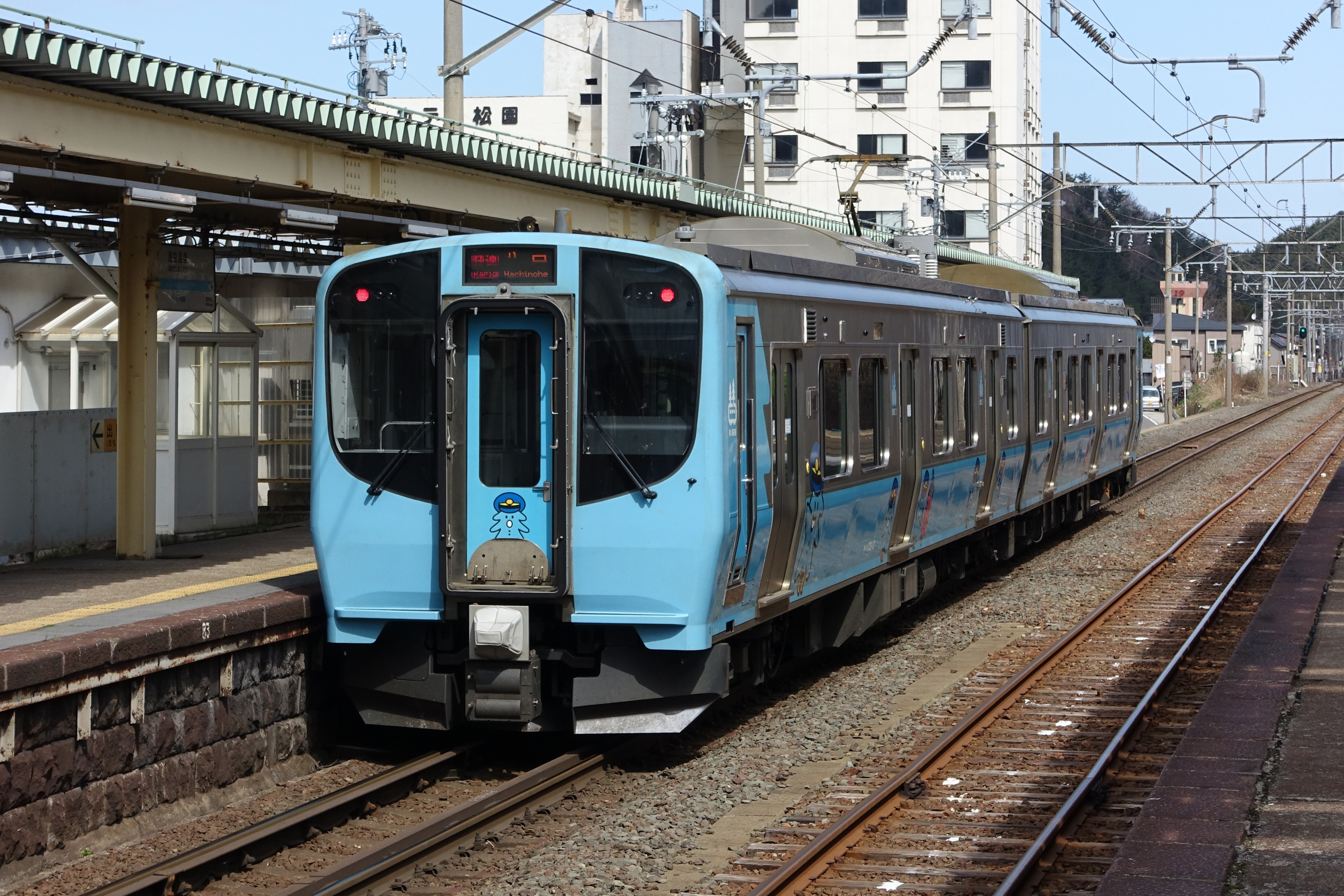
青い森703系

#### 貨物列車
- EH500形 - JR貨物仙台総合鉄道部所属
  - 青森駅 - 青森信号場間を除く全線で運用される。
- EH800形 - JR貨物五稜郭機関区所属
  - 青森信号場 - 東青森駅間で運用される。
- EF510形 - JR貨物富山機関区所属
  - 青森信号場 - 東青森駅間で運用される。

### 過去の車両

#### 旅客列車
- 485系電車 - JR東日本青森車両センター所属
  - 2010年から2011年まで、特急「つがる」の間合い運用で浅虫温泉駅 - 青森駅間の快速列車に使用されていた。
- E751系電車 - JR東日本青森車両センター所属
  - 2011年から2014年まで、同じく「つがる」の間合いで浅虫温泉駅 - 青森駅間の快速列車として運用されていた。
- キハ40系気動車 - JR東日本八戸運輸区所属
  - 朝に八戸線直通列車として三戸駅 - 八戸駅間で運用されていたが、2018年3月17日のダイヤ改正で同列車が廃止されたため、乗り入れを終了した。かつてはいわて銀河鉄道線まで乗り入れていたほか、津軽線への送り込み運用を兼ねて八戸駅 - 青森駅間での運用も設定されていた。
- 24系客車 - JR北海道札幌運転所・JR東日本尾久車両センター所属
  - 寝台特急「北斗星」として全線で運用されていた。2015年3月14日のダイヤ改正で定期運行を終了した。

## 歴史

### 日本鉄道
- 1891年（明治24年）
  - 9月1日：日本鉄道（盛岡駅 - 目時駅） - 青森駅間が開業（当時、目時駅は未開業）[20]。
  - 12月20日：下田駅開業[20]。
- 1893年（明治26年）7月16日：野内駅、浦町駅開業[20]。
- 1894年（明治27年）
  - 1月4日：乙供駅、狩場沢駅開業[20]。
  - 4月1日：古間木駅（現在の三沢駅）開業[20]。
- 1897年（明治30年）7月1日：剣吉駅開業[20]。
- 1905年（明治38年）
  - 7月1日：野内駅 - 浦町駅間に貨物駅として練兵場駅開業[20]。
  - 11月11日：練兵場駅廃止[20]。

### 官営鉄道→鉄道省→日本国有鉄道
- 1906年（明治39年）11月1日：日本鉄道が国有化。
- 1907年（明治40年）11月1日：三ノ戸駅を三戸駅に改称[20]。
- 1909年（明治42年）10月12日：線路名称制定。東北本線とする。
- 1910年（明治43年）11月15日：千曳駅開業[20]。
- 1922年（大正11年）
  - 8月15日：木ノ下信号場開設[20]。
  - 11月10日：清水川信号場開設[20]。
- 1923年（大正12年）8月10日：北高岩駅開業[20]。
- 1924年（大正13年）
  - 1月15日：浪打駅開業[20]。
  - 12月20日：目時信号場開設[20]。
- 1926年（大正15年）
  - 10月25日：浦町駅 - 青森駅間が複線化。青森操車場開設[20]。
  - 11月5日：轟信号場開設[20]。
- 1933年（昭和8年）1月15日：諏訪ノ平駅開業[20]。
- 1936年（昭和11年）
  - 6月20日：清水川信号場を駅に変更して清水川駅開業[20]。
  - 7月10日：木ノ下信号場を駅に変更して向山駅開業[20]。
- 1939年（昭和14年）10月1日：西平内駅開業[20]。
- 1944年（昭和19年）
  - 6月15日：貨物支線 浪打駅 - 堤川駅間開業[21][20]。
  - 8月1日：小川原信号場開設[20]。
  - 10月11日：轟信号場を駅に変更し、陸奥市川駅開業[20]。
- 1946年（昭和21年）10月20日：貨物支線 浪打駅 - 堤川駅間休止[22][20]。
- 1948年（昭和23年）10月1日：目時信号場を駅に変更し、目時駅開業[20]。
- 1949年（昭和24年）6月1日：日本国有鉄道法施行に伴い、日本国有鉄道（国鉄）に移管。
- 1953年（昭和28年）6月10日：小川原信号場を駅に変更し、小川原駅開業[20]。
- 1959年（昭和34年）10月1日：沼崎駅を上北町駅に改称[20]。
- 1961年（昭和36年）
  - 3月20日：古間木駅を三沢駅に改称[20]。
  - 8月15日：苫米地駅開業[20]。
- 1965年（昭和40年）
  - 6月30日：尻内駅（現在の八戸駅） - 陸奥市川駅間が複線化。
  - 9月29日：西平内駅 - 土屋信号場間が複線化。
- 1966年（昭和41年）
  - 9月20日：東京起点642.910km地点（北高岩駅 - 尻内駅間） - 尻内駅間が複線化。
  - 9月22日：石文信号場 - 千曳駅間、東京起点694.970km地点（千曳駅 - 野辺地駅間） - 野辺地駅間が複線化。
  - 9月24日：土屋信号場 - 浅虫駅（現在の浅虫温泉駅）間が複線化。土屋信号場廃止。
  - 9月27日：梅内信号場 - 三戸駅間が複線化。梅内信号場開設。
- 1967年（昭和42年）
  - 7月30日：三沢駅 - 姉沼信号場間が複線化。
  - 12月16日：浅虫駅 - 野内駅間が複線化。
- 1968年（昭和43年）
  - 4月28日：三戸駅 - 諏訪ノ平駅間が複線化。
  - 5月16日：剣吉駅 - 苫米地駅間が複線化。
  - 5月20日：北高岩駅 - 東京起点642.910km地点（北高岩駅 - 尻内駅間）間が複線化。
  - 6月9日：清水川駅 - 小湊駅間が複線化。
  - 7月2日：小湊駅 - 西平内駅間が複線化。
  - 7月8日：野辺地駅 - 清水川駅間が複線化。
  - 7月10日：苫米地駅 - 北高岩駅間が複線化。
  - 7月15日：諏訪ノ平駅 - 剣吉駅間が複線化。
  - 7月20日：目時駅 - 梅内信号場間が複線化。梅内信号場廃止。目時駅 - 尻内駅間の複線化完成。
  - 7月21日：野内駅 - 青森駅間が経路変更。新線上に東青森駅開業。旧線上の浪打駅、浦町駅廃止[20]。
  - 7月23日：上北町駅 - 乙供駅間が複線化。
  - 7月29日：下田駅 - 三沢駅間が複線化。
  - 7月31日：陸奥市川駅 - 下田駅間が複線化。
  - 8月3日：姉沼信号場 - 上北町駅間が複線化。姉沼信号場廃止。
  - 8月5日：乙供駅 - 石文信号場間が複線化、（新）千曳駅 - 東京起点694.970km地点（千曳駅 - 野辺地駅間）間が複線の新線に切り替えられ、全線の複線化完成。千曳駅移転。石文信号場廃止。
  - 8月22日：（盛岡駅 - ）目時駅 - 青森駅間が電化（交流20,000 V・50 Hz）。
- 1971年（昭和46年）4月1日：尻内駅を八戸駅に改称[20]。
- 1976年（昭和51年）12月27日：（盛岡駅 - ）目時駅 - 青森駅間CTC化。
- 1986年（昭和61年）11月1日：浅虫駅を浅虫温泉駅に改称。矢田前駅、小柳駅開業[20]。

### 東日本旅客鉄道→青い森鉄道
- 1987年（昭和62年）4月1日：国鉄分割民営化に伴い、東日本旅客鉄道（JR東日本）に承継。
- 1990年（平成2年）12月24日：整備新幹線着工等についての政府・与党申し合わせ。「建設着工区間の並行在来線は、新幹線開業時にJRから経営分離することを事前に確認する」ことが条件とされる[23]。
- 1991年（平成3年）7月9日：青森県知事が運輸省鉄道局長に対し、東北本線のうち八戸駅までの経営分離に同意する旨を回答[23]。
- 1996年（平成8年）12月25日：建設着工する区間の並行在来線について、新幹線開業時にJRから経営分離することで政府・与党合意[23]。
- 1998年（平成10年）1月14日：青森県が、八戸以北の沿線市町村との協議のうえ、東北本線 八戸駅 - 青森駅間の経営分離に同意する旨を回答[23]。
- 2001年（平成13年）
  - 5月30日：青い森鉄道株式会社設立（登記）[23]。
  - 11月28日：JR東日本が国土交通省に東北本線盛岡駅 - 八戸駅間の廃止届を提出[24]。
- 2002年（平成14年）
  - 5月28日：同年3月18日に申請されていた、青い森鉄道線 目時駅 - 八戸駅間における青い森鉄道の第二種鉄道事業（旅客運送）および青森県の第三種鉄道事業を、国土交通省が許可[25][26]。
  - 12月1日：東北新幹線の八戸駅延伸に伴い、並行在来線としてJR東日本から移管された目時駅 - 八戸駅間 (25.9km) が青い森鉄道線として開業[23][27]。同時に運賃をJR東日本時代より1.49倍に引き上げる。青い森701系営業運転開始。
- 2009年（平成21年）11月27日：JR東日本が国土交通省に東北本線八戸駅 - 青森駅間の廃止届を提出[28]。
- 2010年（平成22年）
  - 2月19日：2009年（平成21年）11月25日に申請されていた[29]、青い森鉄道線 八戸駅 - 青森駅間における青い森鉄道の第二種鉄道事業（旅客運送）および青森県の第三種鉄道事業を、国土交通省が許可[30]。
  - 12月4日：東北新幹線の新青森延伸に伴い、並行在来線としてJR東日本から移管された八戸駅 - 青森駅間 (96.0km) を青い森鉄道線に編入[23]。同時に八戸駅 - 青森駅間の運賃をJR東日本時代より1.37倍に引き上げる。
- 2011年（平成23年）
  - 3月11日：午後2時46分に発生した東北地方太平洋沖地震（東日本大震災）の影響で以降の運転を全線で見合わせ。
  - 3月12日：野内駅が青森県立青森工業高等学校の移転に合わせて、青森市営バス東部営業所付近へ移転[31]。
  - 3月14日：浅虫温泉駅 - 青森駅間運転再開。
  - 3月16日：八戸駅 - 浅虫温泉駅間運転再開。
  - 3月17日：全線運転再開。
- 2014年（平成26年）3月15日：青い森703系営業運転開始。東青森駅 - 青森駅間に筒井駅開業[32][31][33][34]。
- 2016年（平成28年）3月26日：北海道新幹線開業に伴い、寝台特急「カシオペア」（札幌発3月20日を最後に運転終了[35]）が廃止[36]、当線を通過していた寝台特急全廃。
- 2018年（平成30年）3月17日：線内完結の快速列車を廃止[37][38]。
- 2021年（令和3年）3月12日：青森駅 - 野辺地駅間での快速「しもきた」廃止に伴い、青森駅 - 野辺地駅間を走行する快速列車が廃止。

## 駅一覧
- 駅名 … （貨）：JR貨物の貨物専用駅、◆：JR貨物による貨物取扱駅（貨物専用駅を除く）
- 東京からの累計営業キロは、盛岡駅 - 八戸駅間の経営移管前に使われていたもの。
- 停車駅 - 2021年（令和3年）3月13日から
  - 普通列車は全ての旅客駅に停車（ただし、朝の青森駅発八戸駅行き560M列車は▽の駅を通過）
  - 快速＝快速「しもきた」…●印の駅は停車、◆印の駅は一部列車が停車、｜印の駅は通過
- 全駅青森県内に所在。

| 駅名                  | 営業キロ | 営業キロ  | 営業キロ  | 快速 | 接続路線・備考                                             | 所在地            | 所在地            |
| 駅名                  | 駅間     | 累計      | 累計      | 快速 | 接続路線・備考                                             | 所在地            | 所在地            |
| 駅名                  | 駅間     | 目時 から | 東京 から | 快速 | 接続路線・備考                                             | 所在地            | 所在地            |
| --------------------- | -------- | --------- | --------- | ---- | ---------------------------------------------------------- | ----------------- | ----------------- |
| 目時駅                | -        | 0.0       | 617.3     |      | IGRいわて銀河鉄道：■いわて銀河鉄道線（盛岡駅まで直通運転） | 三戸郡            | 三戸町            |
| 三戸駅                | 5.5      | 5.5       | 622.8     |      |                                                            | 三戸郡            | 南部町            |
| 諏訪ノ平駅            | 4.0      | 9.5       | 626.8     |      |                                                            | 三戸郡            | 南部町            |
| 剣吉駅                | 5.3      | 14.8      | 632.1     |      |                                                            | 三戸郡            | 南部町            |
| 苫米地駅              | 3.4      | 18.2      | 635.5     |      |                                                            | 三戸郡            | 南部町            |
| 北高岩駅              | 2.8      | 21.0      | 638.3     |      |                                                            | 八戸市            | 八戸市            |
| 八戸駅                | 4.9      | 25.9      | 643.2     | ●    | 東日本旅客鉄道： 東北新幹線・■八戸線                       | 八戸市            | 八戸市            |
| （貨）八戸貨物駅      | 1.7      | 27.6      | 644.9     | ｜   | 八戸臨海鉄道：八戸臨海鉄道線（貨物線）                     | 八戸市            | 八戸市            |
| 陸奥市川駅            | 5.2      | 32.8      | 650.1     | ｜   |                                                            | 八戸市            | 八戸市            |
| 下田駅                | 4.2      | 37.0      | 654.3     | ●    |                                                            | 上北郡 おいらせ町 | 上北郡 おいらせ町 |
| 向山駅                | 5.2      | 42.2      | 659.5     | ｜   |                                                            | 上北郡 おいらせ町 | 上北郡 おいらせ町 |
| 三沢駅                | 4.7      | 46.9      | 664.2     | ●    |                                                            | 三沢市            | 三沢市            |
| 小川原駅              | 6.6      | 53.5      | 670.8     | ｜   |                                                            | 上北郡            | 東北町            |
| 上北町駅              | 3.9      | 57.4      | 674.7     | ●    |                                                            | 上北郡            | 東北町            |
| 乙供駅                | 6.9      | 64.3      | 681.6     | ◆    |                                                            | 上北郡            | 東北町            |
| 千曳駅▽               | 6.6      | 70.9      | 688.2     | ｜   |                                                            | 上北郡            | 東北町            |
| 野辺地駅              | 6.4      | 77.3      | 694.6     | ●    | 東日本旅客鉄道：■大湊線（快速「しもきた」のみ直通）        | 上北郡            | 野辺地町          |
| 狩場沢駅              | 6.5      | 83.8      | 701.1     |      |                                                            | 東津軽郡 平内町   | 東津軽郡 平内町   |
| 清水川駅              | 4.7      | 88.5      | 705.8     |      |                                                            | 東津軽郡 平内町   | 東津軽郡 平内町   |
| 小湊駅                | 6.0      | 94.5      | 711.8     |      |                                                            | 東津軽郡 平内町   | 東津軽郡 平内町   |
| 西平内駅▽             | 3.8      | 98.3      | 715.6     |      |                                                            | 東津軽郡 平内町   | 東津軽郡 平内町   |
| 浅虫温泉駅            | 6.4      | 104.7     | 722.0     |      |                                                            | 青森市            | 青森市            |
| 野内駅                | 6.5      | 111.2     | 726.9     |      |                                                            | 青森市            | 青森市            |
| 矢田前駅              | 1.5      | 112.7     | 730.0     |      |                                                            | 青森市            | 青森市            |
| 小柳駅                | 2.0      | 114.7     | 732.0     |      |                                                            | 青森市            | 青森市            |
| 東青森駅◆             | 1.4      | 116.1     | 733.4     |      |                                                            | 青森市            | 青森市            |
| 筒井駅 （青森高校前） | 1.4      | 117.5     | -         |      | （移管後新設駅）                                           | 青森市            | 青森市            |
| 青森信号場            | -        | 120.0     | 737.3     |      | 東日本旅客鉄道：奥羽本線支線（新青森駅方面）               | 青森市            | 青森市            |
| 青森駅                | 4.4      | 121.9     | 739.2     |      | 東日本旅客鉄道：■奥羽本線・■津軽線                         | 青森市            | 青森市            |

※向山駅 - 三沢駅と三沢駅 - 小川原駅の間で上北郡六戸町を、上北町駅 - 乙供駅の間で上北郡七戸町（旧・天間林村李沢地区）を通るが、いずれも当該町内に駅は存在しない。

### 過去の接続路線
- 三沢駅：十和田観光電鉄線 - 2012年（平成24年）4月1日廃止